# Списак најпродаванијих видео-игара
Ово је листа од педесет видео-игара које су продале највећи број примерака широм света. Најпродаванија видео игра до данас је Minecraft, сендбокс игра из 2011. године која је издата за више платформи од стране Mojang-а, која је до 2023. године продала више од 300 милиона примерака. Grand Theft Auto V је једина друга видео игра која је продала више од 100 милиона и 200 милиона примерака. Најпродаванија видео игра за једну платформу је Wii Sports, са скоро 83 милиона продаја искључиво за Wii конзолу. Три најпрествљеније видео игра франшизе на овој листи су Покемони, Марио и Call of Duty.
Многе од ових најпродаванијих игара развио или објавио Nintendo. Други издавачи са више уноса на листи укључују Activision (осам), Rockstar Games и Blizzard Entertainment (по три), CD Projekt и 505 Games (по две). Nintendo EAD је развојни тим са највећим бројем игара на листи (осам), а следе Nintendo EPD и Treyarch (по четири). Најстарија игра на овој листи је The Oregon Trail, објављена децембра 1971. године, док је најновија Hogwarts Legacy, објављена у фебруару 2023. године.

## Видео-игре
| Назив                                   | Број продатих копија | Серијал             | Платформа/е       | Изашла у продају    | Девелопер/и                                   | Издавач/и                          | Реф    |
| --------------------------------------- | -------------------- | ------------------- | ----------------- | ------------------- | --------------------------------------------- | ---------------------------------- | ------ |
| Minecraft                               | 350.000.000          | Minecraft           | Вишеплатформска   | 18. новембар 2011.  | Mojang Studios                                | Mojang Studios / Xbox Game Studios | [ 1 ]  |
| Grand Theft Auto V                      | 215.000.000          | Grand Theft Auto    | Вишеплатформска   | 17. септембар 2013. | Rockstar North                                | Rockstar Games                     | [ 2 ]  |
| Wii Sports                              | 82.900.000           | Wii                 | Wii               | 19. новембар 2006.  | Nintendo EAD                                  | Nintendo                           | [ 3 ]  |
| Ark: Survival Evolved                   | 79.045.000           | Ark                 | Вишеплатформска   | 29. август 2017.    | Studio Wildcard                               | Studio Wildcard                    | [ а ]  |
| Mario Kart 8 / Deluxe                   | 75.810.000           | Mario Kart          | Wii U / Switch    | 29. мај 2014.       | Nintendo EAD / Nintendo EPD (Deluxe)          | Nintendo                           | [ б ]  |
| PUBG: Battlegrounds                     | 75.000.000           | PUBG Universe       | Вишеплатформска   | 20. децембар 2017.  | PUBG Studios                                  | Krafton                            | [ 8 ]  |
| Red Dead Redemption 2                   | 74.000.000           | Red Dead            | Вишеплатформска   | 26. октобар 2018.   | Rockstar Games                                | Rockstar Games                     | [ 2 ]  |
| The Oregon Trail                        | 65.000.000           | The Oregon Trail    | Вишеплатформска   | 3. децембар 1971.   | Don Rawitsch Bill Heinemann Paul Dillenberger | MECC                               | [ 9 ]  |
| Terraria                                | 60.700.000           | нема                | Вишеплатформска   | 16. мај 2011.       | Re-Logic                                      | Re-Logic / 505 Games               | [ 10 ] |
| Super Mario Bros.                       | 58.000.000           | Super Mario         | Вишеплатформска   | 13. септембар 1985. | Nintendo R&D4                                 | Nintendo                           | [ в ]  |
| Human: Fall Flat                        | 55.000.000           | None                | Вишеплатформска   | 22. јул 2016.       | No Brakes Games                               | Curve Digital                      | [ 14 ] |
| Overwatch                               | 50.000.000           | Overwatch           | Вишеплатформска   | 24. мај 2016.       | Blizzard Entertainment                        | Blizzard Entertainment             | [ 15 ] |
| The Witcher 3: Wild Hunt                | 50.000.000           | The Witcher         | Вишеплатформска   | 19. мај 2015.       | CD Projekt Red                                | CD Projekt                         | [ 16 ] |
| Pokémon Red / Green / Blue / Yellow     | 47.520.000           | Pokémon             | Вишеплатформска   | 27. фебруар 1996.   | Game Freak                                    | Nintendo                           | [ г ]  |
| Animal Crossing: New Horizons           | 47.440.000           | Animal Crossing     | Nintendo Switch   | 20. март 2020.      | Nintendo EPD                                  | Nintendo                           | [ 7 ]  |
| Arma 2                                  | 47.000.000           | Arma                | Microsoft Windows | 29. мај 2009.       | Bohemia Interactive                           | Bohemia Interactive                | [ 20 ] |
| Wii Fit / Plus                          | 43.800.000           | Wii                 | Wii               | 1. децембар 2007.   | Nintendo EAD                                  | Nintendo                           | [ д ]  |
| Call of Duty: Black Ops III             | 43.000.000           | Call of Duty        | Вишеплатформска   | 6. новембар 2015.   | Treyarch                                      | Activision                         | [ 21 ] |
| Call of Duty: Modern Warfare            | 41.000.000           | Call of Duty        | Вишеплатформска   | 25. октобар 2019.   | Infinity Ward                                 | Activision                         | [ 21 ] |
| Stardew Valley                          | 41.000.000           | нема                | Вишеплатформска   | 26. фебруар 2016.   | ConcernedApe                                  | Chucklefish / ConcernedApe         | [ 22 ] |
| World of Warcraft                       | 40.600.000           | Warcraft            | PC                | 23. новембар 2004.  | Blizzard Entertainment                        | Blizzard Entertainment             | [ 23 ] |
| Counter-Strike: Global Offensive        | 40.000.000           | Counter-Strike      | Вишеплатформска   | 21. август 2012.    | Valve / Hidden Path Entertainment             | Valve                              | [ 24 ] |
| Payday 2                                | 40.000.000           | Payday              | Вишеплатформска   | 13. август 2013.    | Overkill Software                             | 505 Games                          | [ 25 ] |
| Sonic the Hedgehog                      | 40.000.000           | Sonic the Hedgehog  | Вишеплатформска   | 23. јун 1991.       | Sonic Team                                    | Sega                               | [ 26 ] |
| The Elder Scrolls V: Skyrim             | 40.000.000           | The Elder Scrolls   | Вишеплатформска   | 11. новембар 2011.  | Bethesda Game Studios                         | Bethesda Softworks                 | [ 27 ] |
| Mario Kart Wii                          | 37.380.000           | Mario Kart          | Wii               | 10. април 2008.     | Nintendo EAD                                  | Nintendo                           | [ 3 ]  |
| The Sims 4                              | 36.000.000           | The Sims            | Вишеплатформска   | 2. септембар 2014.  | Maxis                                         | Electronic Arts                    | [ 28 ] |
| Super Smash Bros. Ultimate              | 35.880.000           | Super Smash Bros.   | Nintendo Switch   | 7. децембар 2018.   | Bandai Namco Studios / Sora Ltd.              | Nintendo                           | [ 7 ]  |
| Tetris (Game Boy)                       | 35.000.000           | Tetris              | Game Boy          | 14. јун 1989.       | Nintendo R&D1                                 | Nintendo                           | [ 29 ] |
| The Legend of Zelda: Breath of the Wild | 34.320.000           | The Legend of Zelda | Wii U / Switch    | 3. март 2017.       | Nintendo EPD                                  | Nintendo                           | [ ђ ]  |
| Wii Sports Resort                       | 33.140.000           | Wii                 | Wii               | 25. јун 2009.       | Nintendo EAD                                  | Nintendo                           | [ 3 ]  |
| Call of Duty: Black Ops II              | 31.000.000           | Call of Duty        | Вишеплатформска   | 12. новембар 2012.  | Treyarch                                      | Activision                         | [ 31 ] |
| New Super Mario Bros.                   | 30.800.000           | Super Mario         | Nintendo DS       | 15. мај 2006.       | Nintendo EAD                                  | Nintendo                           | [ 32 ] |
| Call of Duty: Black Ops                 | 30.720.000           | Call of Duty        | Вишеплатформска   | 9. новембар 2010.   | Treyarch                                      | Activision                         | [ 31 ] |
| Call of Duty: Modern Warfare 3          | 30.710.000           | Call of Duty        | Вишеплатформска   | 8. новембар 2011.   | Infinity Ward / Sledgehammer                  | Activision                         | [ 31 ] |
| New Super Mario Bros. Wii               | 30.320.000           | Super Mario         | Wii               | 11. новембар 2009.  | Nintendo EAD                                  | Nintendo                           | [ 3 ]  |
| Pokémon Gold / Silver / Crystal         | 30.120.000           | Pokémon             | Game Boy Color    | 21. новембар 1999.  | Game Freak                                    | Nintendo                           | [ е ]  |
| Borderlands 2                           | 30.000.000           | Borderlands         | Вишеплатформска   | 18. септембар 2012. | Gearbox Software                              | 2K Games                           | [ 35 ] |
| Call of Duty: Black Ops Cold War        | 30.000.000           | Call of Duty        | Вишеплатформска   | 13. новембар 2020.  | Treyarch / Raven Software                     | Activision                         | [ 21 ] |
| Call of Duty: Vanguard                  | 30.000.000           | Call of Duty        | Вишеплатформска   | 5. новембар 2021.   | Sledgehammer Games                            | Activision                         | [ 36 ] |
| Cyberpunk 2077                          | 30.000.000           | Cyberpunk           | Вишеплатформска   | 10. децембар 2020.  | CD Projekt Red                                | CD Projekt                         | [ 37 ] |
| Diablo III                              | 30.000.000           | Diablo              | Вишеплатформска   | 16. мај 2012.       | Blizzard Entertainment                        | Blizzard Entertainment             | [ 38 ] |
| Hogwarts Legacy                         | 30.000.000           | Wizarding World     | Вишеплатформска   | 10. фебруар 2023.   | Avalanche Software                            | Warner Bros. Games                 | [ 39 ] |
| Super Mario Odyssey                     | 29.040.000           | Super Mario         | Nintendo Switch   | 27. октобар 2017.   | Nintendo EPD                                  | Nintendo                           | [ 7 ]  |
| Call of Duty: Ghosts                    | 28.980.000           | Call of Duty        | Вишеплатформска   | 5. новембар 2013.   | Infinity Ward                                 | Activision                         | [ 31 ] |
| Elden Ring                              | 28.600.000           | Elden Ring          | Вишеплатформска   | 25. фебруар 2022.   | FromSoftware                                  | Bandai Namco                       | [ 40 ] |
| Duck Hunt                               | 28.300.000           | нема                | Famicom / NES     | 21. април 1984.     | Nintendo R&D1                                 | Nintendo                           | [ 41 ] |
| Monster Hunter: World                   | 28.100.000           | Monster Hunter      | Вишеплатформска   | 26. јануар 2018.    | Capcom                                        | Capcom                             | [ 42 ] |
| Wii Play                                | 28.020.000           | Wii                 | Wii               | 2. децембар 2006.   | Nintendo EAD                                  | Nintendo                           | [ 3 ]  |
| The Walking Dead                        | 28.000.000           | The Walking Dead    | Вишеплатформска   | 24. април 2012.     | Telltale Games                                | Telltale Games                     | [ 43 ] |